# Irländska upproret 1798
Irländska upproret (iriska: Éirí Amach 1798 eller Éirí Amach na nÉireannach Aontaithe; engelska: United Irishmen Rebellion) inträffade 1798 på grund av missnöje med det brittiska styret. Upproret pågick från maj till september 1798 och organiserades huvudsakligen av en republikansk revolutionär grupp som kallade sig United Irishmen och som inspirerades och präglades av idéerna från revolutionerna i Nordamerika och Frankrike. Unionsakterna 1800 var en direkt följd av upproret.

## I populärkultur
- TV-serien Mot alla vindar, med premiär 1978, börjar med att beskriva situationen på ön vid denna tid.